# Sericoda obsoleta
Sericoda obsoleta är en skalbaggsart som beskrevs av Thomas Say 1823. Sericoda obsoleta ingår i släktet Sericoda och familjen jordlöpare. Inga underarter finns listade i Catalogue of Life.